# الذهيبة (الأردن)
الذهيبة (بالإنجليزية: Adh Dhuhaybah)‏ هي مدينة تقع في محافظة عمان شمال الأردن.